# Orange Caramel
Orange Caramel (en hangul, 오렌지 캬라멜; en hanja, 橙色焦糖; romanización revisada, Orenji Karamel; McCune-Reischauer, Urenyi K'aramel; literalmente, «Caramelo Naranja») fue un grupo femenino surcoreano formado por las integrantes de la tercera generación de After School. Hasta el 20 de septiembre de 2012, Orange Caramel fue conocido como la primera subunidad del grupo After School, sin embargo  sus miembros habían declarado la unidad como un grupo independiente tras su rotundo éxito, el cual fue reflejado en el mutuo apoyo recibido en los países donde han debutado, quienes también declaran que la agrupación no es una subunidad. El objetivo principal de la ya disuelta agrupación es un acercamiento a sus seguidores en el continente asiático.
La agrupación estaba originalmente compuesta por la tercera generación de After School, es decir Raina, Nana y Lizzy, siendo Raina la líder de esta agrupación. El concepto de Orange Caramel es más alegre y dulce, a diferencia de muchos otros grupos K-Pop, cuyos conceptos suelen ser más oscuros, serios y sensuales.
Actualmente el grupo se encuentra en hiato desde 2016, sin lanzamiento de algún nuevo material discográfico o algún proyecto. No se sabe sobre el futuro de Orange Caramel y hay muchas posibilidades de que su empresa termine en disolver el grupo.

## Historia

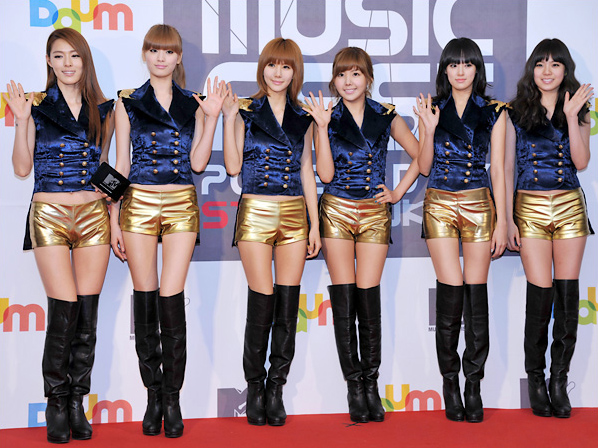
Las miembros de Orange Caramel pertenecen al grupo After School; Nana (segunda de la izquierda), Raina (centro a la derecha) y Lizzy (extremo derecho)

El grupo nació y se concretó en junio de 2010, confirmándose las integrantes, primero Nana el 6 de junio, luego Raina el 7 de junio y al final Lizzy el 8 de junio. Ocho días después, el 16 de junio de 2010 hacen su primera aparición al público con su sencillo Magic Girl, el cual alcanzó la posición número 18 en el Gaon Chart de Corea del Sur.

## Carrera

### 2010: Debut y miniálbumes
La agrupación lanzó su primer miniálbum el 21 de junio de 2010, el cual fue bien recibido por el público alcanzando la segunda posición en el Gaon Chart.
El 18 de noviembre de 2010 lanzaron el segundo miniálbum con la canción principal, A~ing♡. El álbum alcanzó la posición número 10 en el Gaon Chart, mientras que el sencillo alcanzó la posición número 5. El segundo sencillo lanzado del álbum, Not Yet... alcanzó el puesto número 42.

### 2011: ProyectoOne Asia
El 30 de marzo de 2011 el grupo lanzó Bangkok City como parte de su proyecto One Asia. El sencillo alcanzó el tercer puesto, siendo por tanto el más exitoso del grupo hasta la fecha. Orange Caramel continuó su proyecto con la publicación de su sencillo Shanghai Romance el 13 de octubre de 2011, que alcanzó el puesto número 8. Una versión en japonés de Shanghai Romance fue lanzada como un bonus track del álbum de After School en Japón, conocido como Reproducirgirlz.

### 2012: Debut en Japón y primer álbum encoreano
Orange Caramel debutó en Japón en septiembre de 2012 con una versión pop del sencillo My Sweet Devil. Pledis Entertainment reveló también que después del lanzamiento del sencillo japonés de Orange Caramel, el grupo volvió a Corea del Sur la semana siguiente y lanzó su primer álbum de larga duración el 12 de septiembre de 2012, titulado Lipstick.

### 2013: Primer álbum enjaponés
Orange Caramel debutó con su primer álbum de larga duración en Japón, el cual se titula Orange Caramel, se lanzó el 13 de marzo de 2013. En el material también se incluyó un DVD con los videos musicales de algunas  pistas interpretadas en idioma coreano y japonés.
El álbum debutó en la posición número 11 en el Oricon Daily Chart de Japón.

### 2014:Catallena,Abing Abing,My CopycatyThe Gangnam Avenue
Durante 2014, Orange Caramel ha estado muy activo presentando varios sencillos musicales en el transcurso del año.
El 12 de marzo de 2014 el grupo lanza su tercer sencillo Catallena, el cual muestra un concepto fresco y tropical y muestra a las miembros empacadas como si fuesen productos mariscos; dicho concepto tuvo controversias con los medios de comunicación surcoreanos, calificándolo como «inapropiado». El sencillo fue restringido para algunas televisoras debido a estas controversias.
El 20 de mayo de 2014 Orange Caramel lanza Abing abing, el cual es una continuación del sencillo que presentaron en marzo pero que no fue presentado como tal. La canción fue utilizada para promover la nueva línea de helados Basking Robbins.
El grupo regresa por segunda vez en el año con My Copycat, sencillo que presentaron el 18 de agosto como su cuarto material; el video presentado con el sencillo está basado en el proyecto Where's Waldo y muestra a los espectadores buscando a las miembros en distintas escenas. En este video aparecen algunas imágenes promocionales de su sencillo de 2012 Lipstick.
Orange Caramel presenta el vídeo musical The Gangnam Avenue el 2 de septiembre de 2014, se trata de su cuarto vídeo musical de 2014. En el vídeo musical, las tres miembros de Orange Caramel muestran sus dobles vidas, trabajadoras de la limpieza de día y mujeres modernas por la noche. El sencillo está incluido en el material presentado con My Copycat.

### 2016: Inactividad de Orange Caramel y comunicado de Pledis Entertainment
En 2016, tras la finalización de los contratos de las integrante con Pledis, se anunció que Orange Caramel volvería próximamente con un nuevo material discográfico cuando se presente una nueva oportunidad.

## Aparición en videojuegos
Hasta el momento, dos sencillos de Orange Caramel han aparecido en el videojuego simulador de baile Pump It Up. El sencillo Magic Girl fue incluido en el videojuego de 2011, Pump It Up Fiesta EX: 2011. Casi dos años después, a finales de 2012, se incluye el sencillo Shanghai Romance en la versión del videojuego Pump It Up Fiesta 2: 2013, ambas en versión en coreano.

## Grupo independiente
En una entrevista realizada a las miembros poco después del lanzamiento del álbum Lipstick, declararon que esta agrupación ya no es considerada como una subunidad de After School, sino como una agrupación independiente del género K-pop gracias a su popularidad en varios países de Asia. En caso de que ella, Raina y Lizzy decidieran retirarse de su agrupación original, ello no significaría la desaparición de Orange Caramel, el grupo podría continuar sin problemas.

## Discografía

### EnCorea del Sur
Sencillos
| Título (romanización)      | Título (hangul) | Información        | Lanzamiento             |
| -------------------------- | --------------- | ------------------ | ----------------------- |
| Bangkok City Vídeo musical | 방콕시티        | Bangkok City       | 31 de marzo de 2011     |
| Funny Hunny                | 퍼니허니        | Cho Young All Star | 14 de diciembre de 2011 |

Sencillos digitales
| Título (romanización) | Título (hangul) | Información        | Lanzamiento       |
| --------------------- | --------------- | ------------------ | ----------------- |
| Funny Hunny           | 퍼니허니        | Cho Young All Star | Noviembre de 2011 |

Miniálbumes
| Sencillo (romanización)             | Sencillo (hangul)     | Miniálbum             | Lanzamiento             |
| ----------------------------------- | --------------------- | --------------------- | ----------------------- |
| Magic Girl                          | 마법소녀              | The First Mini Album  | 16 de junio de 2010     |
| Love Does Not Wait                  | 사랑을 미룰 순 없나요 | The First Mini Album  | 16 de junio de 2010     |
| A~ing♡ Vídeo musical                | 아잉♡                 | The Second Mini Album | 18 de noviembre de 2010 |
| One Love                            | 하나는 사랑           | The Second Mini Album | 18 de noviembre de 2010 |
| Not yet                             | 아직                  | The Second Mini Album | 18 de noviembre de 2010 |
| Standing In This Place              | 이곳에 서서           | The Second Mini Album | 18 de noviembre de 2010 |
| Shanghai Romance Vídeo musical      | 샹하이 로맨스         | Shanghai Romance      | 13 de octubre de 2011   |
| Close Your Eyes (Nana en solitario) | 눈을 감아             | Shanghai Romance      | 13 de octubre de 2011   |
| The Day You Went Away               | 하루가 멀리 떠난      | Shanghai Romance      | 13 de octubre de 2011   |
| Catallena Vídeo musical             | 까탈레나              | 'Catallena            | 12 de marzo de 2014     |
| So Sorry                            | 정말 미안해           | 'Catallena            | 12 de marzo de 2014     |
| Cried Uncontrollably                | 미친 듯이 울었어      | 'Catallena            | 12 de marzo de 2014     |
| My Copycat Vídeo musical            | 나처럼 해봐요         | My Copycat            | 18 de agosto de 2014    |
| The Gangnam Avenue Vídeo musical    | 강남거리              | My Copycat            | 18 de agosto de 2014    |

Álbumes
| Sencillo (romanización)             | Sencillo (hangul) | Álbum    | Lanzamiento              |
| ----------------------------------- | ----------------- | -------- | ------------------------ |
| Bubble Bath                         | 거품 목욕         | Lipstick | 12 de septiembre de 2012 |
| Milkshake                           | 밀크쉐이크        | Lipstick | 12 de septiembre de 2012 |
| Lipstick Vídeo musical              | 립스틱            | Lipstick | 12 de septiembre de 2012 |
| A~ing♡                              | 아잉♡             | Lipstick | 12 de septiembre de 2012 |
| Magic Girl                          | 마법소녀          | Lipstick | 12 de septiembre de 2012 |
| Still                               | 아직              | Lipstick | 12 de septiembre de 2012 |
| Superwoman (Raina en solitario)     | 슈퍼 우먼         | Lipstick | 12 de septiembre de 2012 |
| One Love                            | 하나는 사랑       | Lipstick | 12 de septiembre de 2012 |
| Shanghai Romance                    | 샹하이 로맨스     | Lipstick | 12 de septiembre de 2012 |
| Clara's Dreams (Lizzy en solitario) | 클라라의 꿈       | Lipstick | 12 de septiembre de 2012 |
| Close Your Eyes (Nana en solitario) | 눈을 감아         | Lipstick | 12 de septiembre de 2012 |
| Bangkok City                        | 방콕시티          | Lipstick | 12 de septiembre de 2012 |

### EnJapón
Sencillos
| Título (romanización)           | Título (japonés)       | Información    | Lanzamiento             |
| ------------------------------- | ---------------------- | -------------- | ----------------------- |
| My Sweet Devil                  | マイ·スウィート·デビル | My Sweet Devil | 5 de septiembre de 2012 |
| Magic Girl (ver. japonés)       | 魔法少女               | My Sweet Devil | 5 de septiembre de 2012 |
| Shanghai Romance (ver. japonés) | 上海ロマンス           | My Sweet Devil | 5 de septiembre de 2012 |
| Lamu No Love Song               | ラムのラブソング       | Lipstick       | 12 de diciembre de 2012 |
| Lipstick (ver. japonés)         | 口紅                   | Lipstick       | 12 de diciembre de 2012 |
| Milkshake (ver. japonés)        | ミルクシェーク         | Lipstick       | 12 de diciembre de 2012 |

Álbumes
| Sencillo (romanización)             | Sencillo (japonés)       | Álbum                                                              | Lanzamiento         |
| ----------------------------------- | ------------------------ | ------------------------------------------------------------------ | ------------------- |
| A~ing♡                              | アイン♡                  | Orange Caramel (todo el álbum está interpretado en idioma japonés) | 13 de marzo de 2013 |
| Magic Girl                          | 魔法少女                 | Orange Caramel (todo el álbum está interpretado en idioma japonés) | 13 de marzo de 2013 |
| Cookies Cream & Mint                | クッキークリーム＆ミント | Orange Caramel (todo el álbum está interpretado en idioma japonés) | 13 de marzo de 2013 |
| Bangkok City                        | バンコクシティ           | Orange Caramel (todo el álbum está interpretado en idioma japonés) | 13 de marzo de 2013 |
| Lipstick                            | 口紅                     | Orange Caramel (todo el álbum está interpretado en idioma japonés) | 13 de marzo de 2013 |
| Lamu no Love Song                   | ラムのラブソング         | Orange Caramel (todo el álbum está interpretado en idioma japonés) | 13 de marzo de 2013 |
| Shanghai Romance                    | 上海ロマンス             | Orange Caramel (todo el álbum está interpretado en idioma japonés) | 13 de marzo de 2013 |
| Yasashii Akuma                      | やさしい悪魔             | Orange Caramel (todo el álbum está interpretado en idioma japonés) | 13 de marzo de 2013 |
| Sencillo (romanización)             | Sencillo (japonés)       | Álbum                                                              | Lanzamiento         |
| Sleeping Forest (Nana en solitario) | 眠れる森                 | Orange Caramel (bonus track)                                       | 13 de marzo de 2013 |
| Sour Grapes (Lizzy en solitario)    | すっぱい葡萄             | Orange Caramel (bonus track)                                       | 13 de marzo de 2013 |
| Meteor Pierce (Raina en solitario)  | 流星とピアス             | Orange Caramel (bonus track)                                       | 13 de marzo de 2013 |

DVD Tracklist
| Título (romanización)           | Título (japonés/hangul) | Información                                 | Lanzamiento         |
| ------------------------------- | ----------------------- | ------------------------------------------- | ------------------- |
| Cookies Cream & Mint            | クッキークリーム&ミント | Orange Caramel (parte del álbum en japonés) | 13 de marzo de 2013 |
| Lum's Love Song                 | ラムのラブソング        | Orange Caramel (parte del álbum en japonés) | 13 de marzo de 2013 |
| Lipstick                        | 口紅                    | Orange Caramel (parte del álbum en japonés) | 13 de marzo de 2013 |
| My Sweet Devil                  | やさしい悪魔            | Orange Caramel (parte del álbum en japonés) | 13 de marzo de 2013 |
| Bangkok City (ver. coreano)     | 방콕시티                | Orange Caramel (parte del álbum en japonés) | 13 de marzo de 2013 |
| Shanghai Romance (ver. coreano) | 샹하이 로맨스           | Orange Caramel (parte del álbum en japonés) | 13 de marzo de 2013 |
| A~ing♡ (ver. coreano)           | 아잉♡                   | Orange Caramel (parte del álbum en japonés) | 13 de marzo de 2013 |
| Magic Girl (ver. coreano)       | 마법소녀                | Orange Caramel (parte del álbum en japonés) | 13 de marzo de 2013 |